# Gouvernement Vologda
Het gouvernement Vologda (Russisch: Вологодская губерния; Vologodskaja goebernija) was een gouvernement (goebernija) van het keizerrijk Rusland in het noorden van Europa. Het gouvernement werd begrensd door de gouvernementen Archangelsk, Tobolsk, Perm, Vjatka, Kostroma, Jaroslavl, Novgorod en Olonets. De hoofdstad was  Vologda.

## Geschiedenis
Het gouvernement werd geformeerd in 1780 als het onderkoninkrijk  Vologda uit een gedeelte van het gebied van het gouvernement Archangelsk door een oekaze op 25 januari 1780van Catharina II van Rusland.
Net zoals bij de meeste andere gouvernementen was het ontstaan van het gouvernement onderdeel van een hervorming om de Russische autocratie meer grip te laten krijgen op lokale zaken. Na de hervorming in  1784 werd deze onderverdeeld in de oblasten Vologda en Velikooestjoezjsk. De hervorming volgde op de Poegatsjov-opstand onder leiding van Jemeljan Poegatsjov van 1774–1775.
In 1796 werd het onderkoninkrijk door een oekaze op 12 december 1796 van Paul I van Rusland hernoemd tot gouvernement Vologda.
Van 1872 tot 1906 werd het gouvernement door spoorlijnen verbonden met de rest van het keizerrijk.
Op 26 juli 1918 ontwierp het volkscommissariaat voor interne zaken het gouvernement Noordelijke Dvina. het gebied bezat vijf oejazden van het gouvernement. 
In 1918 gingen de gouvernementen SintPetersburg, Novgorod, Pskov, Olonets, Arkhangelsk, Tsjerepovets, en Noordelijke Dvina op in de communistische Unie van Noordelijke Oblasten. De unie bestond een korte tijd van 1918 tot 1919
Op 30 augustus 1919 werd het oejazd, eerder bekend als het gouvernement Olonets  overgedragen naar het gouvernement Vologda. In november 1923 werd een aantal volosten van het oejazd  Vologodsky in het district Sverdlovski. In 1924 werd dit gebied samen met een aantal volosten van het naburige oejazd Kadnikovski. Op 7 augustus 1924 werd het oejazd Gryazovetski afgeschaft en werd onderdeel van het oejazd Vologodski. In 1928 werd het district Sverdlovski opgedeeld in volosten en die werden onderdeel van de oejazd Kadnikovski In 1928 telde het gouvernement Vologda vijf oejazden.
Op 14 januari 1929 werden de gouvernementen Arkhangelsk, Vologda, en Noordelijke Dvina en het Autonome Oblast Komi-Zyryan door het Heel-Russisch Centraal Uitvoerend Comité samengevoegd en gingen op in de Noordelijke krai met de hoofdstad Archangelsk.

## Districten
Het gouvernement bestond uit 10 districten (oejezden):
- Grjazovetski
- Jarenski
- Kadnikovski
- Nikolski
- Oest-Sysolski (Syktyvkar)
- Solvytsjegodski
- Totemski
- Velikooestjoegski
- Velski
- Vologodski

De volgende steden hadden een speciale status Krasnoborsk, Lalsk, ae Verkhovazhye.
Het gouvernement Vologda had de omvang van 402,112 km2 tijdens de Russische volkstelling van 1897
De twee oostelijke oejazden Ust-Sysolski en Yarenski werden voor meer dan negentig procent bevolkt door Komi, terwijl dat in de rest van het gouvernement minder dan tien procent was.

## Gouverneurs
- 1780-1788 Alexei Petrovitsj Melgunov
- 1788-1793 Evgeni Petrovitsj Kashkin
- 1794-1796 Pjotr Vasilyevictsj Lopukhin
- 1798-1800 Fyodor Karlovitsj Norman, actief gouverneur
- 1800 Dmitri Borisovitsj Tolstoy, actief gouverneur
- 1800 Vasili Petrovitsj Putimtsev, actief gouverneur
- 1800 Vasili Ivanovitsj Lisanevitsj (heeft de post nooit actief bezet)
- 1800 - 1806 Alexey Alexeyevitsj Goriainov
- 1806-1809 Karl Ivanovich Lineman;
- 1809-1810 Vasili Ivanovitsj Voyeykov
- 1810-1814 Nikolai Ivanovitsj Barsh
- 1814-1818 Ivan Ivanovitsj Vinter (Winter)
- 1818-1821 Ivan Ivanovitsj Popov
- 1821-1834 Nikolay Petrovitsj Brusilov
- 1834-1836 Stepan Ivanovitsj Kuzmin
- 1836-1840 Dmitri Nikolaievitsj Bologovski
- 1841-1850 Stepan Grigoryevitsj Volkhovski
- 1851-1854 Ivan Vasilyevitsj Romanus
- 1854-1860 Filipp Semyonovitsj Stoinski
- 1860-1861 Vladimir Filipovitsj Pfeller
- 1861-1878 Stanislav Fadeevitsj Khominski
- 1878-1879 Mikhail Petrovitsj Daragan
- 1880-1882 Leonid Ivanovitsj Cherkasov
- 1882 Alexander Nikolaievitsj Mosolov
- 1882-1892 Mikhail Nikolayevitsj Kormilitsyn
- 1892-1894 Vladimir Zakharovitsj Kolenko
- 1894-1898 Iosif Yakovlevich Dunin-Barkovski
- 1898-1900 Alexander Alexandrovitsj Musin-Pushkin
- 1901-1902 Leonid Mikhailovitsj Knyazev
- 1902-1906 Alexander Alexandrovitsj Lodizhenski
- 1906-1910 Alexey Nikolayevitsj Khvostov
- 1910-1913 Mikhail Nikolaievitsj Shramchenko
- 1913 Jakov Dmitrievitsj Bologovsky
- 1914-1915 Viktor Alexandrovitsj Lopukhin
- 1916 Vladimir Mikhailovitsj Strakhov
- 1916-1917 Alexander Viktorovitsj Arapov

Na februari 1917 lag de hoogste positie van het gouvernement bij de commissaris. Na november 1917 lag de hoogste positie van het gouvernement bij het uitvoerend comité. Er werden geen gouverneurs meer aangewezen.